# L'estro armonico

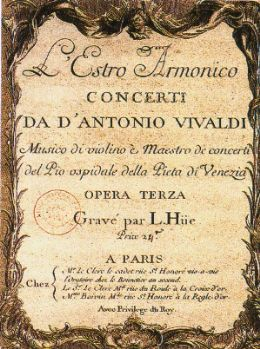
Portada de la obra

L’estro armonico op. 3 (‘Inspiración armónica’) es una colección de doce conciertos de Antonio Vivaldi publicados en 1711. Aumentaron en gran parte la reputación de su autor como Il Prete Rosso (‘el cura pelirrojo’). Los doce conciertos se agruparon en orden cronológico.[cita requerida]
Más adelante, Johann Sebastian Bach hizo transcripciones de algunos de ellos. Para órgano, el no. 8 (BWV 593) y el no. 11 (BWV 596); para clavecín, el no. 3 (BWV 978), el no. 9 (BWV 972) y el no. 12 (BWV 976), y para cuatro clavecines y cuerdas, el no. 10 (BWV 1065).[cita requerida]

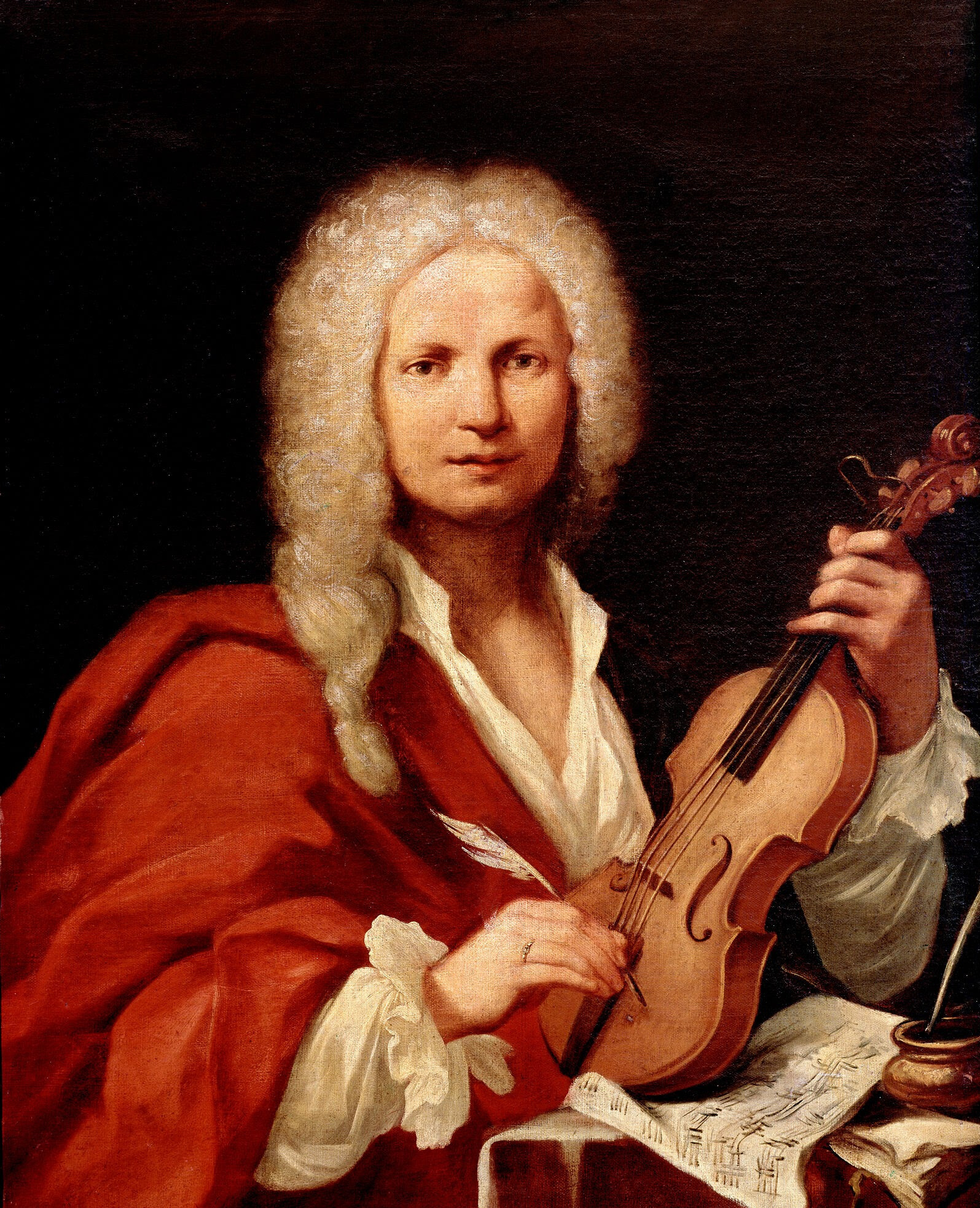
Vivaldi 1723

## Estructura
Según un patrón estricto, en el primer concierto los cuatro violines son solistas, en el segundo dos y en el tercero sólo el primer violín; esta secuencia se repite en los conciertos siguientes. Además, en algunos conciertos aparece un violonchelo solista (a veces sólo en movimientos individuales). Las tonalidades de los conciertos se alternan entre mayor y menor, pero al intercambiarlas en los dos últimos conciertos la secuencia termina en mayor.
Sin embargo, la colección no parece del todo unificada; Aparentemente también contiene algunas obras más antiguas en las que Vivaldi aún no había estandarizado su secuencia de movimientos, la estructura de alternancia de ritornello y pasajes solistas moduladores, y su tratamiento instrumental. Las composiciones parecen inusualmente variadas y en muchos lugares tienen “la frescura del descubrimiento técnico”.
Cada una de las cuatro partes de violín está dividida en secciones de tutti y solistas mediante instrucciones claras; esto significa que el solista y el intérprete de tutti tocan básicamente las mismas notas. Así que estos conciertos siguen siendo auténticos Concerti Grossi. En los pasajes de tutti, Vivaldi suele dirigir el primer y tercer violín al unísono. Lo mismo se aplica al segundo y al cuarto. Con las violas divididas se crea un movimiento orquestal de cinco voces, una tradición veneciana que Vivaldi abandonaría en su siguiente publicación, La Stravaganza (opus 4). En términos de composición, sin embargo, las composiciones se basan en gran medida en un movimiento obbligato puramente de tres partes. Es típico que incluso en los conciertos para cuatro violines, los pasajes solistas sólo utilicen dos violines y el bajo al mismo tiempo.
Cada uno de ellos consta de al menos tres movimientos:

### Concierto n.º 1 en re mayor para cuatro violines y cuerdas, RV 549
- 1. Allegro
- 2. Largo e spiccato
- 3. Allegro

### Concierto n.º 2 en sol menor para dos violines, violonchelo y cuerdas, RV 578
- 1. Adagio e spiccato
- 2. Allegro
- 3. Larghetto
- 4. Allegro

### Concierto n.º 3 en sol mayor para violín y cuerdas, RV 310
- 1. Allegro
- 2. Largo
- 3. Allegro

### Concierto n.º 4 en mi menor para cuatro violines y cuerdas, RV 550
- 1. Andante
- 2. Allegro assai
- 3. Adagio
- 4. Allegro

### Concierto n.º 5 en la mayor para dos violines y cuerdas, RV 519
- 1. Allegro
- 2. Largo
- 3. Allegro

### Concierto n.º 6 en la menor para violín y cuerdas, RV 356
- 1. Allegro
- 2. Largo
- 3. Presto

### Concierto n.º 7 en fa mayor para cuatro violines, violonchelo y cuerdas, RV 567
- 1. Andante
- 2. Adagio
- 3. Allegro
- 4. Adagio
- 5. Allegro

### Concierto n.º 8 en la menor para dos violines y cuerdas, RV 522
- 1. Allegro
- 2. Larghetto e spiritoso
- 3. Allegro

### Concierto n.º 9 en re mayor para violín y cuerdas, RV 230
- 1. Allegro
- 2. Larghetto
- 3. Allegro

### Concierto n.º 10 en si menor para cuatro violines, violonchelo y cuerdas, RV 580
- 1. Allegro
- 2. Largo e spiccato
- 3. Allegro

### Concierto n.º 11 en re menor para dos violines, violonchelo y cuerdas, RV 565
- 1. Allegro
- 2. Adagio e spiccato
- 3. Allegro
- 4. Largo e spiccato
- 5. Allegro

### Concierto n.º 12 en mi mayor para violín y cuerdas, RV 265

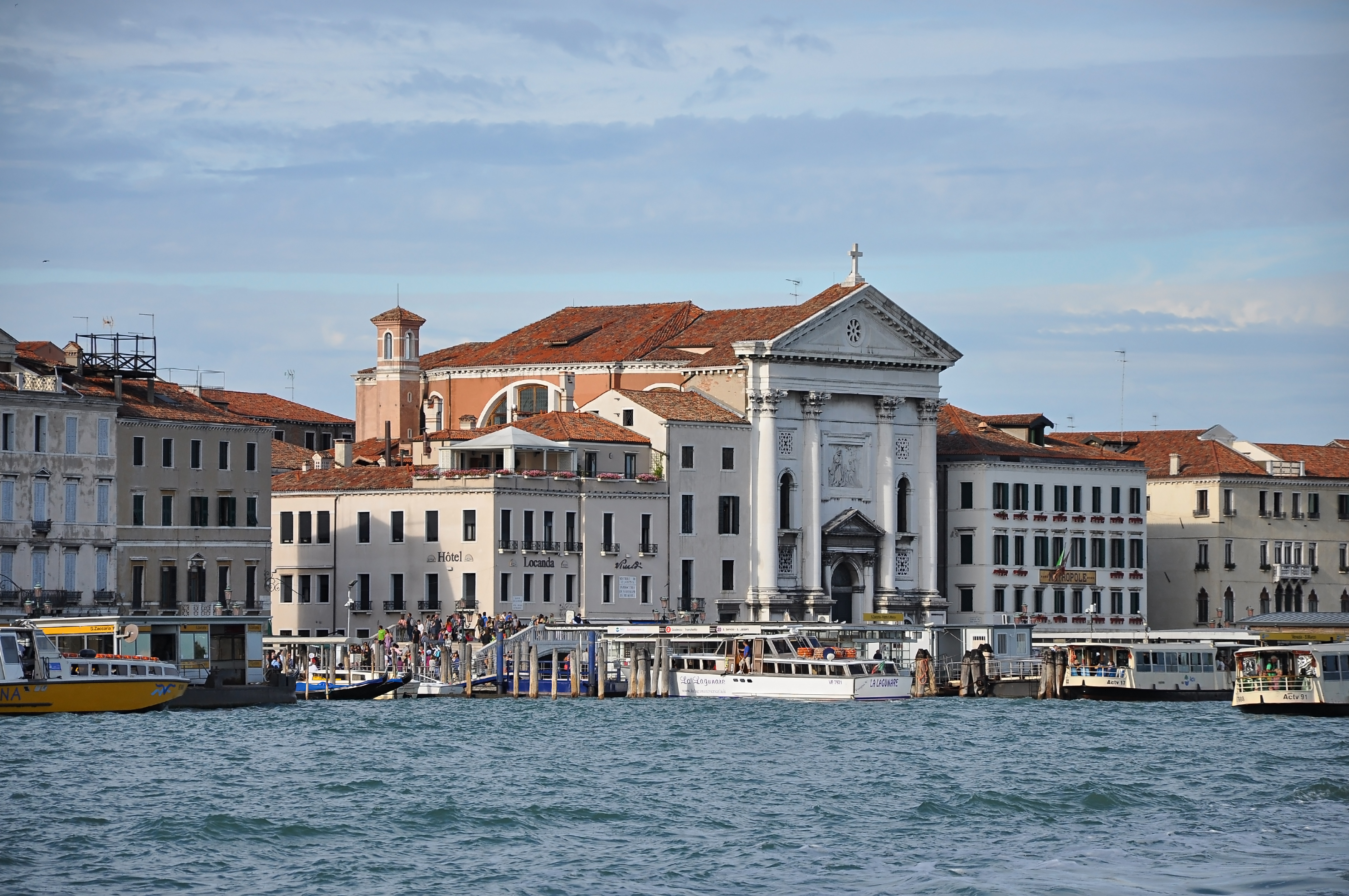
Santa Maria della Pietà, Venecia, la iglesia construida en el sitio del Ospedale della Pietà

- 1. Allegro
- 2. Largo e spiccato
- 3. Allegro

## Interpretación y publicación y recepción
En nuestra juventud, el quinto concierto de Vivaldi, compuesto de pasajes ruidosos en perpetuas semicorcheas, fue obra de todos los violinistas, que podían subir a las nubes e imitar no sólo el vuelo, sino también los silbidos de los pájaros.
    — Charles Burney (1726–1814), Cyclopædia de Rees
En su prefacio a la edición de Dover, la estudiosa de Vivaldi Eleanor Selfridge-Field da cuenta de la historia de la interpretación y publicación de L'estro armonico. Probablemente compuesta inicialmente para su interpretación en el Ospedale della Pietà, la colección de 12 conciertos se agrupó en cuatro ciclos de tres, cada uno de los cuales contenía un concierto para 1, 2 y 4 violines solistas concertantes. Cada concierto para doble violín también tenía una parte de violonchelo concertante, que no tenía un papel fijo, a veces tocando solo, a veces respondiendo a los dos violinistas solistas. En la Piedad, las interpretaciones de los conciertos habrían permitido a las alumnas avanzadas desarrollar sus habilidades como solistas y habrían dado a otras la oportunidad de aprender a tocar en un conjunto. El dedicatario de la colección, Ferdinando de Medici, visitó con frecuencia Venecia desde su Florencia natal y apoyó la Piedad. Después de un concierto allí en abril de 1711 con un oratorio de Gasparini, colega principal de Vivaldi, el periódico local veneciano informó que "el público, más numeroso que nunca, quedó extasiado por la enérgica armonía de tal variedad de instrumentos". Selfridge-Field ha sugerido que es muy probable que el concierto incluyera interpretaciones de conciertos de L'estro armonico.
Tras su publicación, los conciertos de la colección se interpretaron ampliamente en Italia, como música sacra y música de cámara, tanto en interiores como en exteriores. En teatros y casas de ópera fueron representadas por pequeños grupos de 10 músicos, como en la Pietà, a veces con Vivaldi como solista. Los conciertos al aire libre de las décadas de 1720 y 1730 podían contar con hasta cien músicos. A pesar de tener su origen en una institución religiosa, las copias impresas se distribuyeron ampliamente por toda Europa, con 20 reimpresiones de la edición de Ámsterdam de Estienne Roger entre 1711 y 1743. Las ventas fueron ligeramente mayores que las de la famosa colección de Vivaldi de 1725 Il cimento dell'armonia e dell'inventione. que contenía Las cuatro estaciones.
En Londres, John Walsh, el impresor de Händel, publicó los doce conciertos en dos entregas en 1715 y 1717, cuando también publicó los doce en un solo volumen, con conciertos individuales incluidos en colecciones posteriores. En Londres, su versión fue pirateada por otras imprentas en la década de 1720 y en París hubo cinco o más reimpresiones desde finales de la década de 1730 hasta principios de la de 1750. Las obras también se transmitieron a través de copias manuscritas, a menudo de conciertos individuales, siendo el más popular, con diferencia, el op. 3, No. 5, que cuenta con 15 copias y transcripciones conocidas.
Talbot (2010) ofrece una descripción detallada, extraída de relatos contemporáneos, de las interpretaciones y recepción de los conciertos en Gran Bretaña e Irlanda en el siglo XVIII. El concierto más popular del conjunto fue el op. 3, No. 5, RV 519, que comúnmente se conocía como "La Quinta de Vivaldi". 
Por otro lado, en Londres se sabe que el violinista Matthew Dubourg, alumno de Francesco Geminiani, interpretó muchas veces el quinto concierto (al menos ya en 1720) y lo utilizó para formar a sus alumnos. Así lo cuenta uno de ellos, Francis Fleming, en la novela autobiográfica La vida y extraordinarias aventuras de Timothy Ginnadrake:
    En esta época tenía un gran deseo de aprender a tocar el violín, y su padre, sabiendo algo de ello, lo inició; mejoró tan rápido que pronto dejó fuera del poder de su padre darle instrucciones. El anciano caballero, al descubrir que tenía genio para la música, contrató a un músico famoso, un tal Dubourg, para que le enseñara; También mejoró mucho con este profesor: el quinto Concierto de Vivaldi era interpretado a menudo en el escenario del teatro por el maestro de Tim con grandes aplausos, ya que se pensaba que en ese momento no estaba en el poder de ningún ser humano ejecutar un pieza musical más difícil. Esto despertó una gran emulación en nuestro héroe, que solía levantarse a las cuatro de la mañana para practicar el 5º de Vivaldi. Continuó haciendo esto durante cinco meses seguidos, además de lo que hacía en otras ocasiones, de modo que, en promedio, no tocaba menos de cinco horas cada día. Y de hecho, ese instrumento lo requiere, si un estudiante está decidido a hacer algo importante.

## Influencia
Vivaldi, y en particular este ciclo de conciertos, han tenido una enorme influencia en los compositores europeos, a veces denominada "fiebre de Vivaldi". Esta influencia comenzó antes de que estuviera disponible la edición impresa, ya que los conciertos también se conservaban en copias. Los escritos teóricos de Quantz y Mattheson también extraen claramente sus consejos para la organización de un concierto del ejemplo de Estro Armonico.
El gran éxito internacional del Estro Armonico se puede comprobar sobre todo en el hecho de que la impresión permaneció en el programa editorial hasta la muerte del editor en 1722 y su yerno y sucesor comercial Le Cène incluso realizó varias ediciones nuevas hasta 1743.
La influencia de Vivaldi y el Estro Armonico también es inconfundible en las obras para órgano y clavecín de Weimar de Johann Sebastian Bach. De algunos de estos conciertos realizó extractos para clavecín u órgano, añadiendo voces medias, amenizando las líneas de bajo e insertando voces imitativas. La influencia de Vivaldi también se puede sentir en los Conciertos de Brandeburgo. Décadas más tarde publicó su Concierto italiano en Leipzig.
Al parecer, todos los arreglos de Bach se basan en copias, no en la edición impresa. Es posible que haya entrado en contacto con la música de Vivaldi alrededor de 1713 a través de su amigo de Dresde, Johann Georg Pisendel.

## Grabaciones
| Título del CD                                                           | Discográfica         | Fecha de grabación |
| ----------------------------------------------------------------------- | -------------------- | ------------------ |
| Antonio Vivaldi: Concertos                                              | Discover             | 1994               |
| Antonio Vivaldi: L’Estro Armonico, 12 Concerti Op. 3                    | Philips              |                    |
| Antonio Vivaldi: L’Estro Armonico                                       | Vanguard             | 1997               |
| Antonio Vivaldi: Meisterwerke Zum Kennenlernen                          | Art of Classics      | 1991               |
| Classical Top 1000                                                      | Classic Mania        |                    |
| Concerti Virtuosi                                                       | Analekta             |                    |
| Karajan Conducts Vivaldi & Bach                                         | Deutsche Grammophon  | 2003               |
| L’Estro Armonico                                                        | Digital Concerto     |                    |
| Masters of Classical Music: Vivaldi                                     | Delta                |                    |
| Music for Double Bass & String Quartet                                  | Gallo                | 1998               |
| The World's Greatest Composers: Vivaldi (Collector's Edition Music Tin) | Madacy Entertainment | 2008               |
| The World's Greatest Composers: Vivaldi (Collector's Edition)           | Madacy Entertainment | 2008               |
| Vivaldi: Concerti                                                       | Rivo Alto            | 1996               |
| Vivaldi: Concerto a Quattro Violini; L’Estro Armonico                   | Zig-Zag Territoires  | 2007               |
| Vivaldi: Concertos Opp. 3, 4, 8 & 9 (Box Set)                           | Decca                | 2006               |
| Vivaldi: Concertos (Box Set)                                            | Archiv Produktion    |                    |
| Vivaldi: Concertos                                                      | FSM Adagio           |                    |
| Vivaldi: L’Estro Armonico Concertos Op. 3 Nos. 1-6                      | Brilliant Classics   |                    |
| Vivaldi: L’Estro Armonico Op. 3, Vol. 1 (Hybrid SACD)                   | Arts                 | 2002               |
| Vivaldi: L’Estro Armonico Op.3/1-6                                      | Arte Nova            | 1995               |
| Vivaldi: L’Estro Armonico, Op. 3, Nos.1, 2, 4, 7, 8, 10, 11             | Naxos                | 1991               |
| Vivaldi: L’Estro Armonico, Op. 3, Vol. 1: Concertos n.º 1-6 (DVD Audio) | Arts                 | 2003               |
| Vivaldi: L’Estro Armonico, Op. 3, Vol. 1                                | Arts                 | 2002               |
| Vivaldi: L’Estro Armonico: Concertos Nos. 1 - 7                         | Point Classics       | 1994               |
| Vivaldi: L’Estro Armonico                                               | Bongiovanni          | 1997               |
| Vivaldi: L’Estro Armonico                                               | Chandos              | 2002               |
| Vivaldi: L’Estro Armonico                                               | Disky                | 2000               |
| Vivaldi: L’Estro Armonico                                               | London               | 1994               |
| Vivaldi: L’Estro Armonico                                               | London               | 1998               |
| Vivaldi: The Four Seasons (Box Set)                                     | Naxos                | 1993               |
| Vivaldi: The Masterworks (Box Set)                                      | Brilliant            | [ 5 ]              |

## Historia
Vivaldi publicó L'estro armonico en Ámsterdam en 1711, y la dedicó a Fernando de Medici, Gran Príncipe de Toscana, con el título "Ferdinando III". El Opus 1 y el Opus 2 de Vivaldi incluían únicamente sonatas, así que L'estro armonico fue su primera colección de conciertos impresos. Fue también la primera vez que Vivaldi eligió a un editor extranjero, Estienne Roger, en vez de uno italiano. Vivaldi compuso pocos conciertos específicamente para L'estro armonico, pues otros conciertos de este ciclo ya los había compuesto en fechas anteriores.